# Командир

Немецкий ротный командир, в 1588 году.

Команди́р (подразделения, части, соединение) — должностное лицо командного состава в вооружённых силах, на которое возложено командование (руководство) подразделением, частью (кораблём), соединением. 
В большинстве государств мира командир является единоначальником (наделён всей полнотой распорядительной власти по отношению к подчинённым), и в мирное и военное время, несёт личную ответственность за постоянную боевую и мобилизационную готовность, обязан обучать своих подчинённых военному делу настоящим образом и воспитывать их в духе неуклонного выполнения всех требований уставов и воинской дисциплины, развивать и поддерживать у них сознание воинской чести и воинского долга, поощрять достойных и строго взыскивать с нерадивых, и иным в вверенном ему соединении, части и подразделении. Приказ командира (начальника) — закон для подчинённых, и он должен быть выполнен беспрекословно, точно и в срок.

## История
На конец XIX столетия в русском военном деле Командир определялся как начальник войсковой части (военный начальник), в смысле органа строевого или командного военного управления. В этот период времени говорили Командир роты, эскадрона, батареи, батальона, полка, бригады, корпуса и так далее. Эта терминология в России, впрочем, не вполне была выдержана: лица, стоящие во главе дивизий и соответственных дивизиям других войсковых соединений, назывались начальниками. Именно: начальник дивизии, начальник артиллерии корпуса, начальник стрелковой или сапёрной бригады, равно бригады кавалерийского запаса, — хотя все эти лица — органы командного управления.
Из опыта войны в Испании П. И. Батов, в 1938 году, обобщая опыт ближнего боя указывал что командир — как средний так и младший, не должен отличаться от бойца по своим форме одежды, снаряжению м вооружению. До введения такого порядка на центральном фронте на протяжении 8 — 10 дней убыль командиров составила 42 %, а после устранения разницы в форме одежны, снаряжению м вооружении потери в тот же период времени упали до 7 % — 9 %.

Не последний человек у нас товарищ командир — первый; если хотите, по части гражданской войны опыт у него большой, он уважаемый, честный человек, а вот до сих пор не может перестроиться на новый современный лад. Он не понимает, что нельзя сразу вести атаку, без артиллерийской обработки. Он иногда ведет полки на «ура». Если так вести войну, значит, загубить дело, все равно, будут ли это кадры, или нет, первый класс, все равно загубить.— Выступление И.В. Сталина на совещании начальствующего состава по обобщению опыта боевых действий против Финляндии, 17 апреля 1940 года.

## Обязанности командира
Командир отвечает за боевую подготовку, воспитательную работу, военную дисциплину и морально-психологическое состояние личного состава, за состояние вооружения, боевой техники и транспорта, за материально-бытовое и медицинское обеспечение части (подразделения).
Командирами частей или подразделений назначаются лица офицерского, старшинского или сержантского состава в зависимости от их подготовки в аттестационном порядке.

## Командир в Вооружённых Силах Российской Федерации
Статус и обязанности командиров в Вооружённых Силах Российской Федерации (ВС России) регламентируются Указом Президента России от 10.11.2007 N 1495 (ред. от 31.07.2022) «Об утверждении общевоинских уставов Вооруженных Сил Российской Федерации» (вместе с «Уставом внутренней службы Вооруженных Сил Российской Федерации», «Дисциплинарным уставом Вооруженных Сил Российской Федерации», «Уставом гарнизонной и караульной служб Вооруженных Сил Российской Федерации»).
В разделе 1 Главы 3 этого Указа в пп. 75-92 описываются общие обязанности командиров.
В частности, командир является единоначальником, в мирное и военное время отвечает: за постоянную боевую и мобилизационную готовность вверенной ему воинской части (подразделения); за успешное выполнение боевых задач; за боевую подготовку, воспитание, воинскую дисциплину, правопорядок, морально-политическое и психологическое состояние подчиненного личного состава, безопасность военной службы; за внутренний порядок, состояние и сохранность вооружения, военной техники и другого военного имущества; за материальное, техническое, финансовое, медицинское и бытовое обеспечение. Также, командир обязан последовательно проводить в жизнь политику государства в области обороны и безопасности, постоянно совершенствовать личную профессиональную подготовку и методы управления воинской частью (подразделением), строго соблюдать порядок прохождения военной службы подчиненными военнослужащими, руководить научной, изобретательской и рационализаторской работой.

## Должности
Ниже представлены некоторые должности (не все) командиров подразделений, части и соединений:
- ранее в Вооружённых силах Советской России и Союза ССР — Краском;
- Командир отделения (расчёта (орудия), танка), ранее Отделенный командир[4];
- Командир взвода (группы, башни);
- Командир роты (эскадрона, сотни, батареи);
- Командир батальона (дивизиона, эскадрилья);
- Командир полка;
- Командир бригады, ранее Бригадный командир[5];
- Командир дивизии;
- Командир корпуса;
- на флотах, в том числе и воздушном Командир корабля;